# Medinaceli (famiglia)

Grande stemma di Casa di Medinaceli

La Casata di Medinaceli è una famiglia nobile spagnola originaria della Corona di Castiglia, il cui nome deriva dalla contea di Medinaceli, titolo ereditario concesso dal re Enrico II di Castiglia nel 1368 a Bernardo di Béarn, figlio bastardo del conte di Foix e marito di Isabel de la Cerda, pronipote di Ferdinando de la Cerda.

## Storia

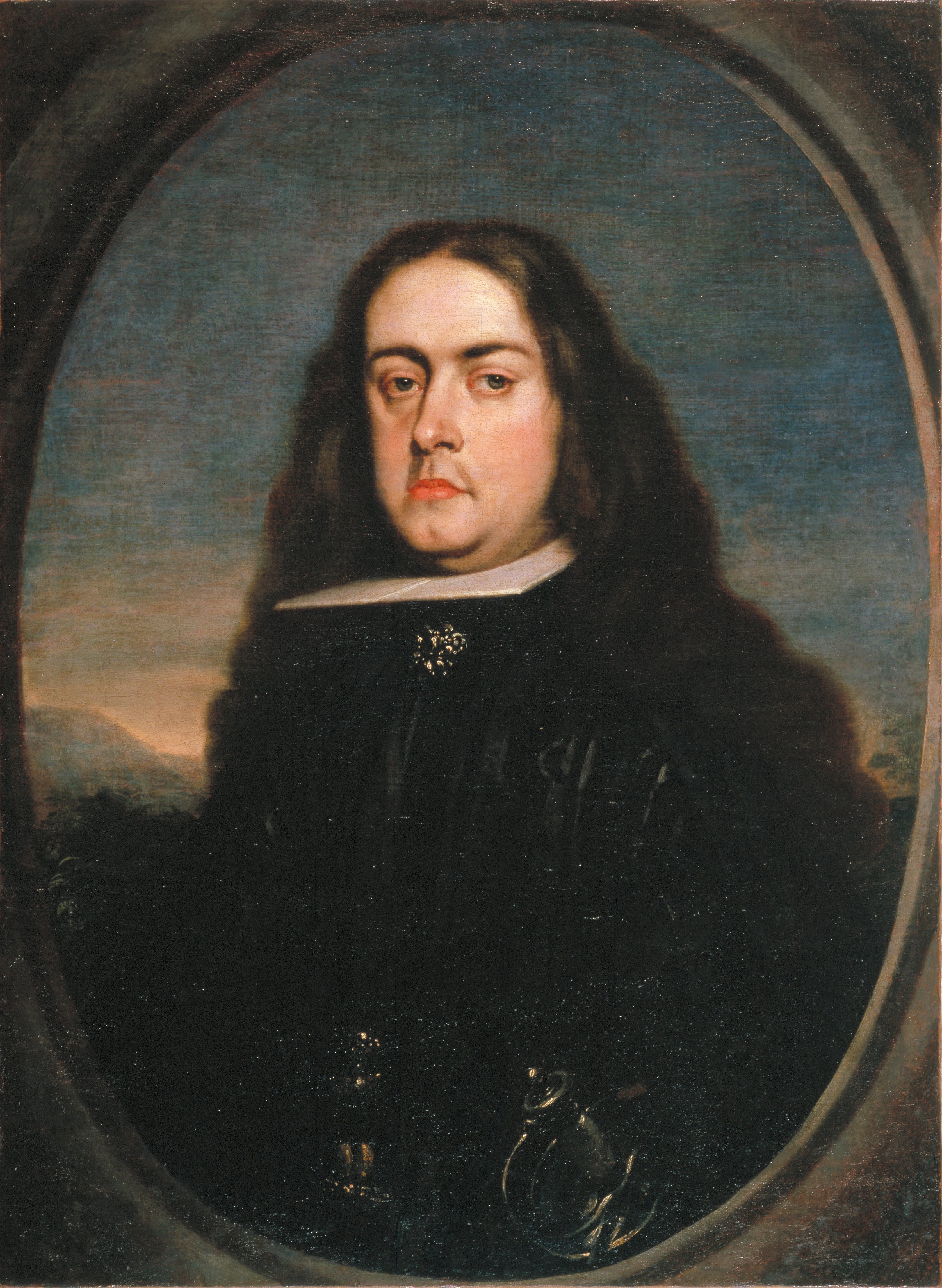
Ritratto di Juan Francisco de la Cerda Enríquez de Ribera, VIII duca di Medinaceli, dipinto di Claudio Coello (Museu Nacional d'Art de Catalunya).

Più tardi, i discendenti di questo matrimonio, dal III conte di Medinaceli, adottarono il cognome "de la Cerda", considerato più importante, in quanto proveniente dalla casa reale di Castiglia, connessa alla casa reale di Francia, le cui armi i Conti adottarono come scudo. 

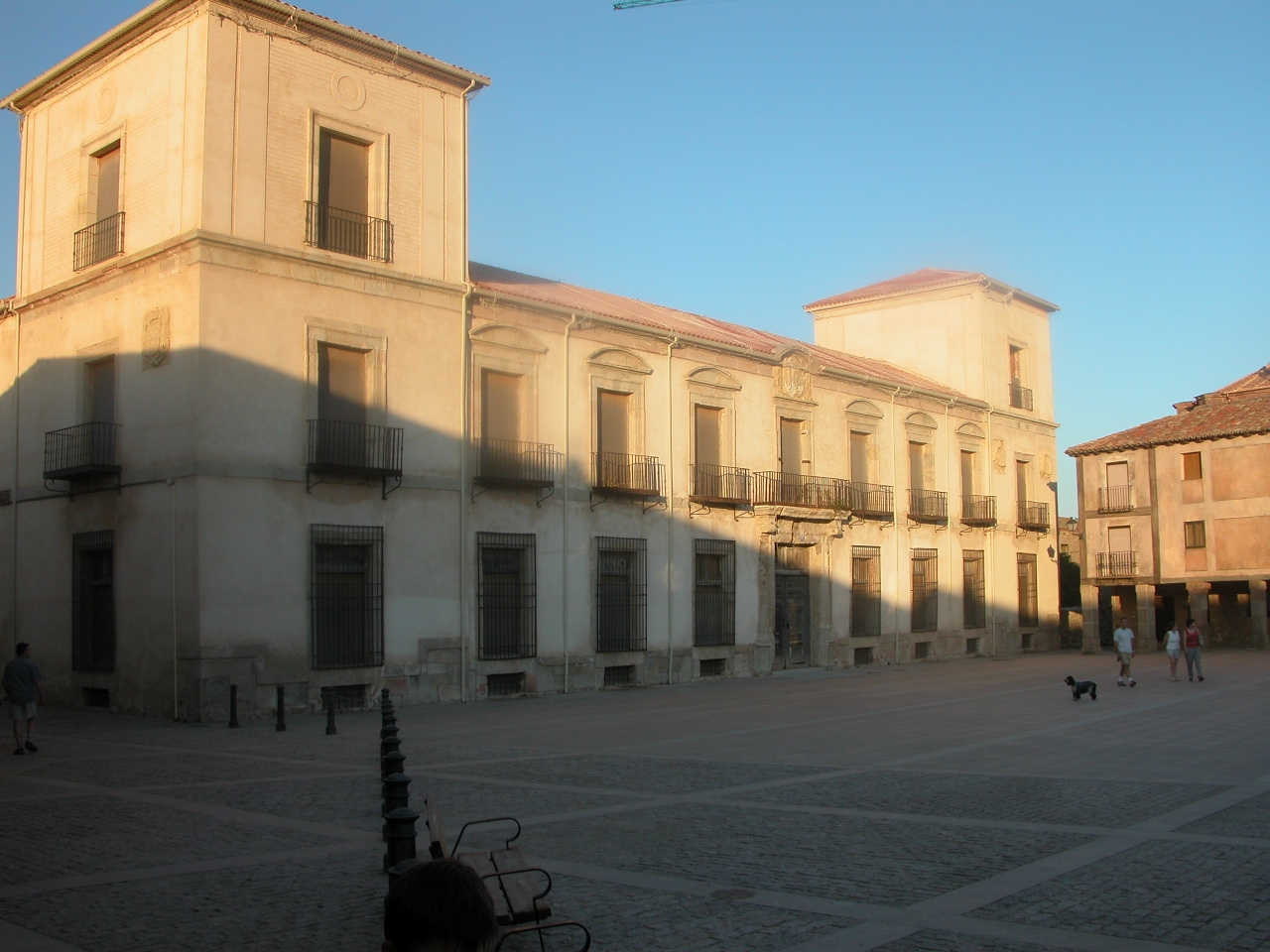
Medinaceli, palazzo dei Duchi.

La regina Isabella di Castiglia elevò la contea in ducato di Medinaceli nel 1479 nella persona del V conte. Il nome del titolo si riferisce al comune castigliano di Medinaceli, nella provincia di Soria e associato al Grandato di Spagna dal 1520. 
Il ducato rimase nella Casa della Cerda fino a quando cadde nella Casa di Córdoba (marchesi di Priego), e attualmente nella casa di Hohenlohe. 
Tradizionalmente l'erede della casa di Medinaceli portava il titolo di Marchese de Cogolludo. Tuttavia, a causa di cambiamenti nelle leggi di successione tra nobili nel 2006, il marchesato è andato a casa di Medina ed è ostentato in questo da Victoria Medina, una cugina dell'attuale duchessa di Medinaceli, Victoria von Hohenlohe-Langenburg.

## Case nobiliari incorporate
Nel corso della sua storia diverse case nobiliari sono state incorporate nella Casa Medinaceli:
- 1625, Casa de Alcalá de la Alameda
- 1639, Casa de Alcalá de los Gazules
- 1676, Casa de Segorbe
- 1711, Casa de Priego
- 1739, Casa de Aytona
- 1789, Casa de Santisteban del Puerto
- 1931, Casa de Denia y Tarifa
- 1936, Casa de Ciudad Real e la Casa de la Torrecilla
- 1948, Casa de Camarasa

## Collezione d'arte
La Casa di Medinaceli conserva uno straordinario patrimonio artistico e documentario, gestito da una fondazione. Sicuramente la sua sezione più conosciuta e preziosa è la collezione di dipinti e sculture, distribuita in diversi edifici come la Casa de Pilatos a Siviglia e l'Ospedale Tavera di Toledo. 
Tra gli artisti rappresentati ci sono El Greco (con più di cinque opere, tra cui una rara scultura, Cristo risorto), Antonio Moro, Pieter Coecke, Alonso Berruguete, Sebastiano del Piombo (la famosa Pietà di Ùbeda, attualmente in prestito al Museo del Prado), il Sodoma, Gaspar de Crayer, Luis Tristán, José de Ribera (La donna barbuta), Zurbarán, Juan Carreño de Miranda, Goya, Salvatore Rosa, Luca Giordano (Erminia tra i pastori), Giuseppe Recco, Mariano Fortuny.